# 古炼铁炉
古炼铁炉，位于中国河北省邯郸市矿山村，为邯郸市武安市的一个省级文物保护单位，类型为其他，公布时间为1982年7月23日。
古炼铁炉的历史年代为宋代。